# Liste de films tournés dans le département du Gers
Un certain nombre d'œuvres cinématographiques et télévisuelles ont été tournés dans le département du Gers.
Voici une liste à compléter de films, téléfilms, feuilletons télévisés, films documentaires... tournés dans le département du Gers, classés par commune et lieu de tournage et date de diffusion..
- Haut – A
- B
- C
- D
- E
- F
- G
- H
- I
- J
- K
- L
- M
- N
- O
- P
- Q
- R
- S
- T
- U
- V
- W
- X
- Y
- Z

## Lieux à déterminer
- 2002 : Carnages de Delphine Gleize

## A
- Auch
  - 1994 : Le Sourire, de Claude Miller
  - 2004 :  Noli me tangere de François-Xavier Vives

- Auterive
  - 2018 : Les Vieux Fourneaux de  Christophe Duthuron

- Aux-Aussat
  - 2013 : La Grande Boucle de Laurent Tuel[1]

## M
- Mont-d'Astarac
  - 2013 : La Grande Boucle de Laurent Tuel[1]

- Montréal-du-Gers
  - 1995 : Le bonheur est dans le pré d'Étienne Chatiliez[2]
  - 2012 : Des Racines & des Ailes de François Cardon

## S
- Saint-Lizier-du-Planté,  
  - 1990 : Milou en mai, de Louis Malle (château du Calaoué)

## V
- Vic-Fezensac
  - 1995 : Le bonheur est dans le pré d'Étienne Chatiliez[2]